# Holzkirchen–Rosenheim-vasútvonal
A Holzkirchen–Rosenheim-vasútvonal (ismert még mint Mangfalltalbahn) egy normál nyomtávú, 37 km hosszú, 15 kV 16,7 Hz-cel villamosított egyvágányú vasútvonal Holzkirchen és Rosenheim között Németországban.

## Forgalom
A vasútvonalon a DB Regio DB 425 sorozatú villamos motorvonatai közlekedtek egészen 2013 decemberéig, melyeket a Meridian magánvasút-társaság Stadler FLIRT 3 motorvonatai váltottak le.